# منهاج القرآن
منهاج القرآن اینترنشنال (به اردو: منهاج القرآن انٹرنیشنل) یا (MQI) سازمانی مردم نهاد و بین‌المللی است که در ۱۹۸۱ میلادی توسط طاهر القادری در لاهور پاکستان بنیان نهاده شده‌است. این مؤسسه چشم‌انداز راهبردی بلند مدتی برای اعتدال مذهبی، آموزش مؤثر، گفتگو و همسازی ادیان دارد و در حدود ۱۰۰ کشور دنیا فعال است.

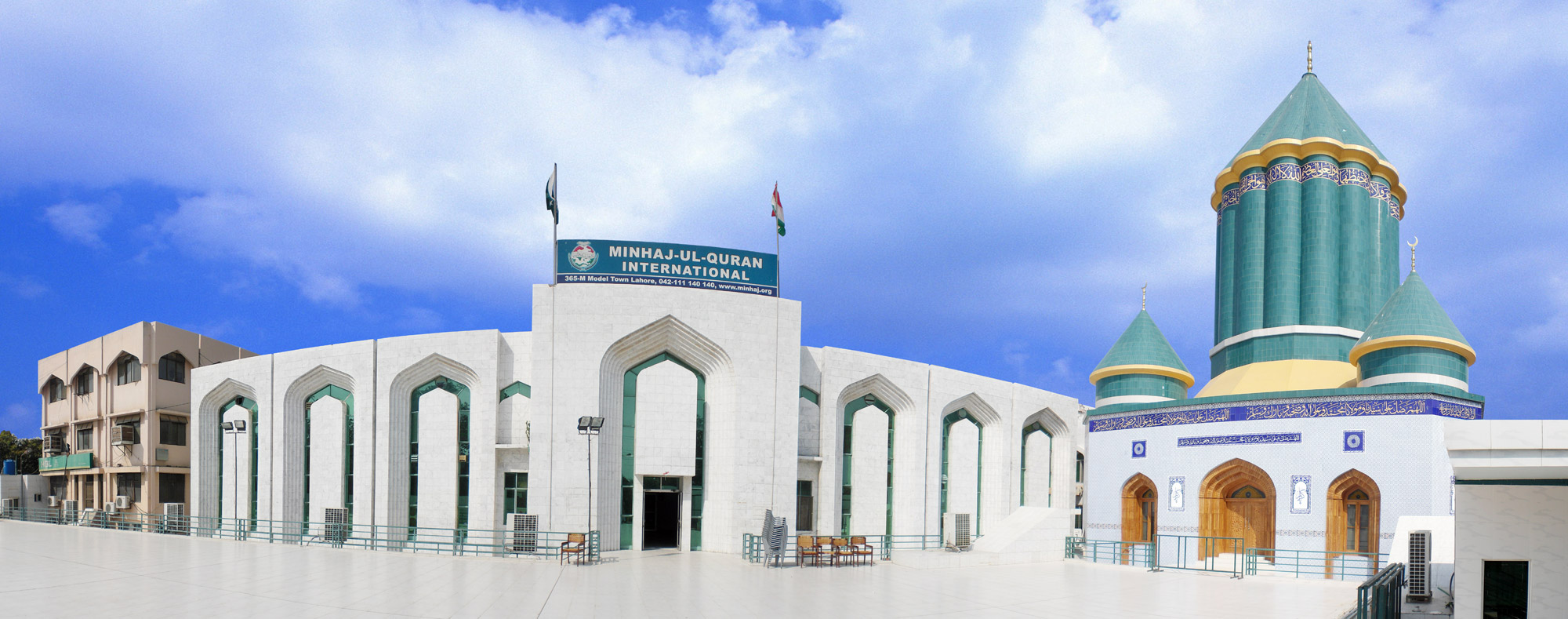
ساختمان بین‌المللی منهاج القرآن در لاهور پاکستان

مرکز اصلی این سازمان در ۱۹۸۷ توسط طاهرالدین القادری الگیلانی که به عنوان بنیان‌گذار معنوی سازمان شناخته می‌شود، افتتاح شد. هدف این سازمان در اروپا و کشورهای غربی به‌طور کلی ایجاد همسازی در جامعه میان گروه‌های مختلف فرهنگی، قومی و مذهبی از طریق تعامل اجتماعی، گفتگوی میان ادیان و گسترش پیام مدارا، احترام و دیگر مزایای همیاری است. این سازمان یکی از نخستین سازمان‌ها در نوع خود است که آغاز به گسترش گفتگوی میان ادیان، میان اقلیت‌های دینی کرده‌است. قادری رئیس انجمن گفتگوی اسلام و مسیحیت است، جایی که اسقف‌های مسیحی، علمای مسلمان و دانشمندان در کنار یکدیگر به فعالیت می‌پردازند.

## شبکه بین‌المللی

### فعالیت‌های منهاج القرآن پاکستان
MQI (در تاریخ November, 2020) کنفرانس سالانه تولد مؤسسه را که در پارک اقبال (منار پاکستان) لاهور برگزار شد، ترتیب داد. مهمان اصلی این کنفرانس اسامه محمد العبد، معاون دانشگاه الازهر بود، در حالی که صدها هزار نفر از هر چهار استان و هیئت‌هایی از خاورمیانه و بخش‌هایی از اروپا در کنفرانس شرکت کردند. ایشان در برابر کاریکاتورهای کفرآمیز منتشر شده توسط فرانسه یک دقیقه سکوت کرد.
MQI (در تاریخ January, 2019) کنفرانس جهانی بانکداری و اقتصاد اسلامی را برای یافتن راه حل‌هایی برای مسائل بانکی، مالی و اجتماعی سیاسی که مسلمانان با آن مواجه هستند ترتیب داد. ایشان در سال ۲۰۱۹، پروژه 'بدون ربا' اقتصاد خرد اسلامی الموخت (Al-Muwakhat Islamic Micro-Finance project) را راه‌اندازی کردند.
فعالان زن این سازمان روز جهانی زن را در راهپیمایی در اسلام‌آباد گرامی داشتند. ایشان در لاهور علیه قتل‌های ناموسی زنان تظاهرات کرد.

### فعالیت‌های منهاج القرآن انگلستان
منهاج القرآن بریتانیا یک اردوی سه روزه ضد تروریسم را در دانشگاه وارویک برای مقابله با ایدئولوژی افراطی با حضور بیش از ۱۰۰۰ جوان مسلمان ترتیب داد. الهدایه (سازمان) بخشی از منهاج القرآن است.
یک کنفرانس صلح برای محکومیت تروریسم برگزار کرد که در آن ۱۲۰۰۰ نفر در ومبلی آرنا لندن گرد آمدند. این کنفرانس پیام‌های حمایتی از دیوید کامرون، نخست‌وزیر، نیک کلگ، معاون نخست‌وزیر، اد میلیبند، رهبر مخالفان، بان کی مون دبیرکل سازمان ملل، و اسقف اعظم کانتربری روآن ویلیامز داشت. از طرف افراد مذاهب مختلف دعاهای صلح اقامه شد. MQI انگلستان برنامه درسی اسلامی در مورد صلح و مبارزه با تروریسم و فتوای تروریسم را منتشر کرد.
منهاج القرآن یک ایستگاه رادیویی را از مسجد خود در فارست گیت لندن راه‌اندازی می‌کند، بنیاد رفاه منهاج را از مسجد اداره می‌کند و مراسم بیداری شمع روشن را برای افرادی که به انواع و اقسام شیوه‌های وحشتناک جان باخته‌اند، ترتیب داده‌است.
جوانانی از ویمبلدون چدار و مسجد MQI در ابتکار عمل بین ادیان یهودی-مسلمان خود برای ساختن جایگاهی برای افراد بی خانمان و برگزاری کارگاهی با هم متحد شدند.